# Mistrzostwa Polski w Łyżwiarstwie Szybkim w Wieloboju Sprinterskim 1989
8. Mistrzostwa Polski w wieloboju sprinterskim odbyły się w dniach 21-22 stycznia 1989 roku na torze Błonie w Sanoku.
W zawodach nie uczestniczyli m.in. Erwina Ryś-Ferens i Jaromir Radke.

## Kobiety
| Pozycja | Zawodniczka     | Klub              | 500 m | Pkt. | 1000 m | Pkt. | 500 m | Pkt. | 1000 m | Pkt. | Suma pkt. |
| ------- | --------------- | ----------------- | ----- | ---- | ------ | ---- | ----- | ---- | ------ | ---- | --------- |
| 01 !    | Zofia Tokarczyk | AZS Zakopane      |       |      |        |      |       |      |        |      | 175,095   |
| 02 !    | Ewa Borkowska   | Marymont Warszawa |       |      |        |      |       |      |        |      | 175,980   |
| 03 !    | Agata Zdrojek   | Marymont Warszawa |       |      |        |      |       |      |        |      | 177,015   |

## Mężczyźni
| Pozycja | Zawodnik          | Klub             | 500 m | Pkt. | 1000 m  | Pkt. | 500 m | Pkt. | 1000 m | Pkt. | Suma pkt. |
| ------- | ----------------- | ---------------- | ----- | ---- | ------- | ---- | ----- | ---- | ------ | ---- | --------- |
| 01 !    | Tomasz Jankowski  | Legia Warszawa   |       |      | 1:20,38 |      |       |      |        |      | 159,105   |
| 02 !    | Jacek Dobrowolski | Legia Warszawa   |       |      |         |      |       |      |        |      | 160,955   |
| 03 !    | Grzegorz Baran    | Legia Warszawa   |       |      |         |      |       |      |        |      | 161,330   |
| 4.      | Jerzy Dominik     | Legia Warszawa   |       |      |         |      |       |      |        |      |           |
| 8.      | Piotr Krysiak     | SKŁ Górnik Sanok |       |      |         |      |       |      |        |      |           |